# Maxim Alioshin
Maxim Alioshin (Rusia, 7 de mayo de 1979) es un gimnasta artístico ruso, medallista de bronce olímpico en 2000 y subcampeón del mundo en el concurso por equipos.

## Carrera deportiva
En el Mundial de Tianjin 1999 gana la plata en el concurso por equipos, tras China y por delante de Bielorrusia (bronce).
En los JJ. OO. de Sídney (Australia) 2000 consigue la medalla de bronce en la competición por equipos, tras China (oro) y Ucrania (plata), siendo sus compañeros de equipo: Alexei Bondarenko, Dmitri Drevin, Nikolai Kryukov, Alexei Nemov y Yevgeni Podgorny.